# Meilenstein (Güntersberge, Siptenfelder Straße)

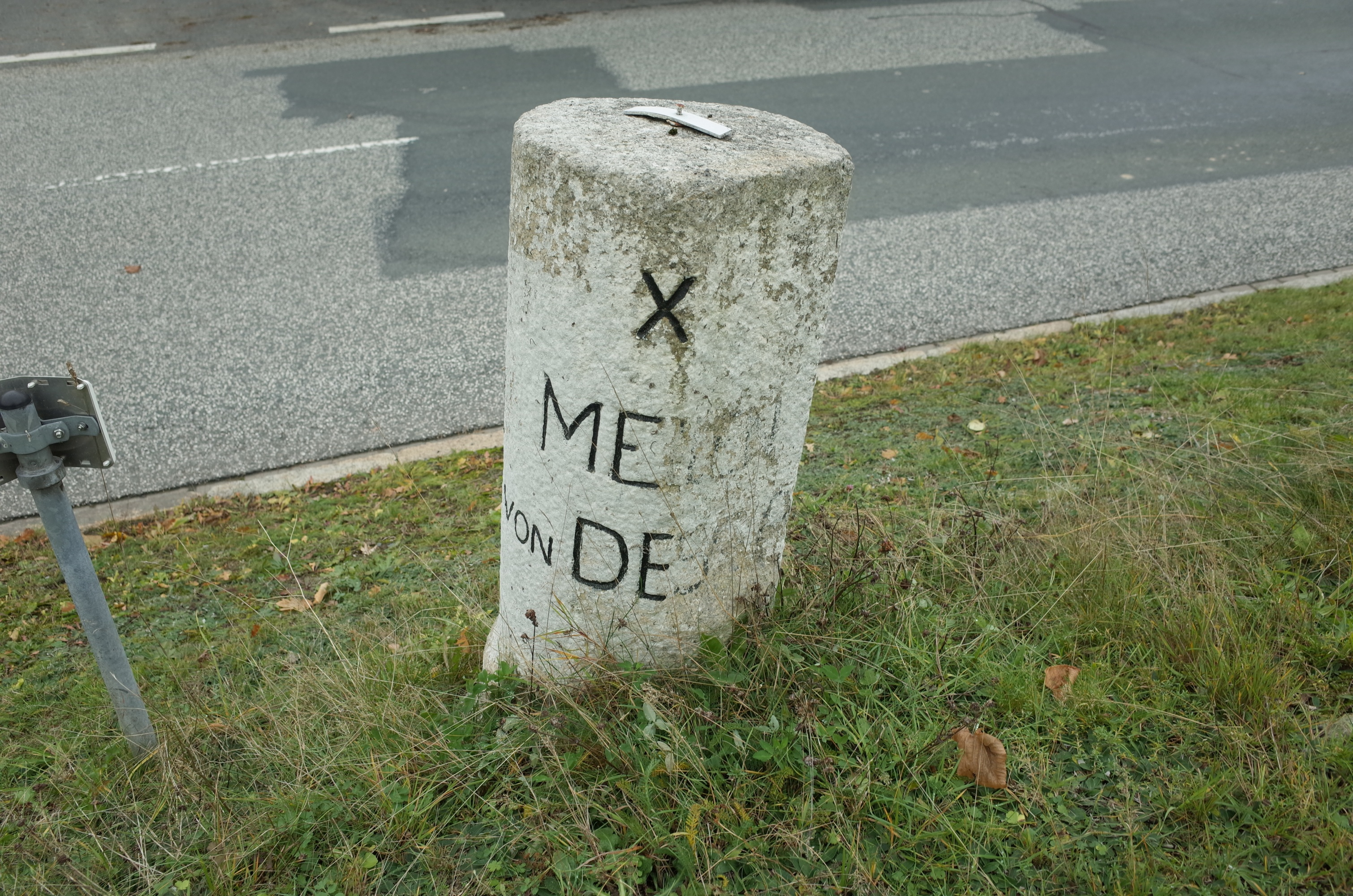
Anhaltischer Ganzmeilenstein in Güntersberge

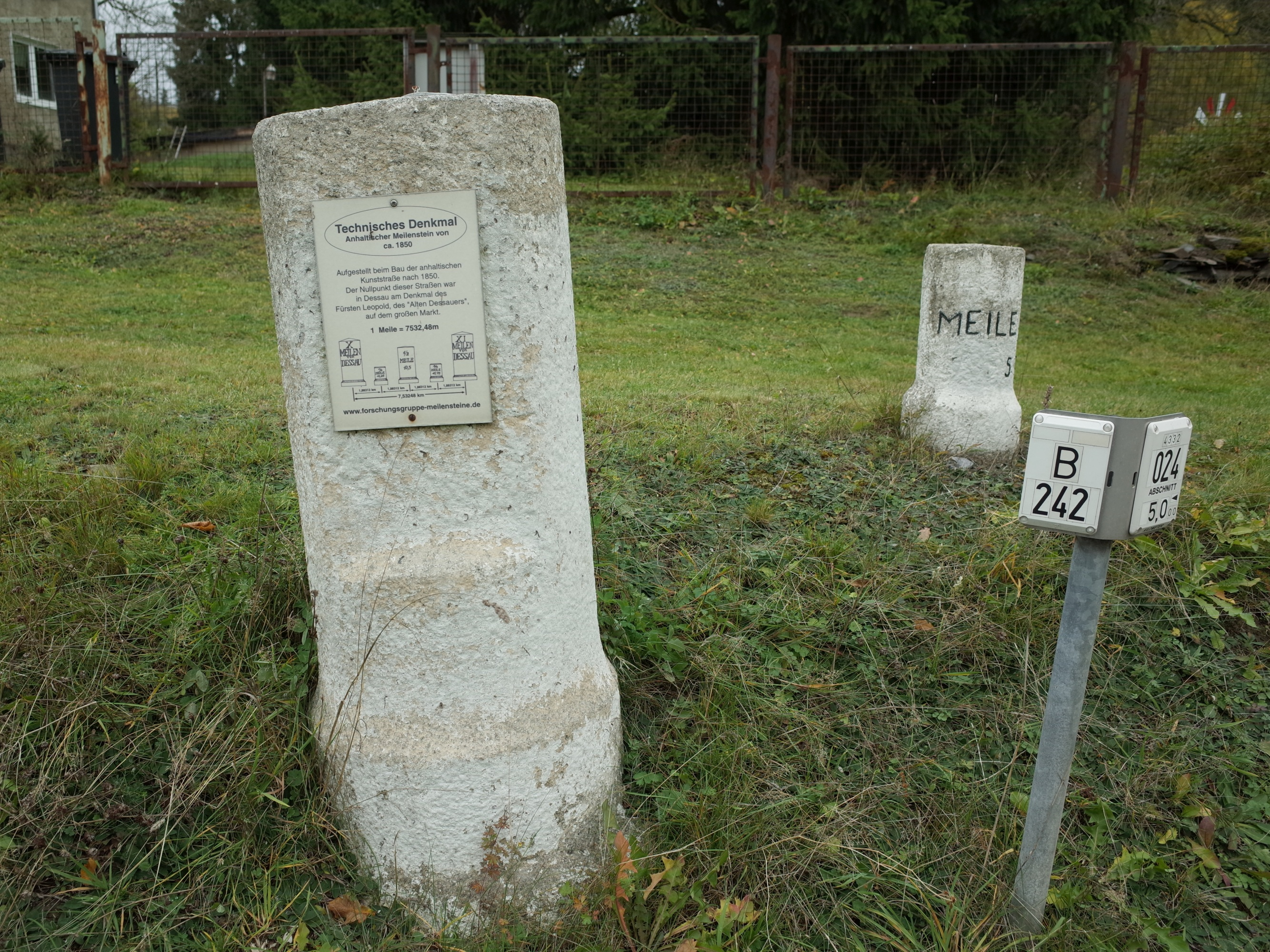
Anhaltischer Ganzmeilenstein (links) und Viertelmeilenstein (rechts) in Güntersberge

Der Meilenstein in der Siptenfelder Straße ist ein Kleindenkmal in Güntersberge in der Stadt Harzgerode im Landkreis Harz in Sachsen-Anhalt.
In der Siptenfelder Straße in Güntersberge befinden sich zwei anhaltische Meilensteine direkt nebeneinander. Der kleinere Stein ist ein anhaltischer Viertelmeilenstein und steht etwas zurückgesetzt. Der größere der beiden Steine ist ein Ganzmeilenstein und trägt die Inschrift X Meilen von Dessau, von der einige Buchstaben bereits stark verblasst sind. An der Straßenseite wurde eine Tafel der Forschungsgruppe Meilensteine angebracht, die darüber informiert, dass die Straßenmessung Anhalts auf das Leopold-Denkmal auf dem Schlossplatz in Dessau ausgerichtet war.
Nun steht auf der Flur von Güntersberge auch der Meilenstein beim Forsthaus Uhlenstein, der sich exakt 13 Meilen von Dessau entfernt befindet. Da die anhaltische Meile dieselbe Länge hatte wie die preußische Meile, nämlich 7,532 Kilometer, sind diese und die 13,25 Angabe des Viertelmeilensteins wohl die richtigen und der X-Meilenstein muss früher eine höhere Zahl getragen haben, am wahrscheinlichsten ist eine XIV. Da die römische X allein in der obersten Zeile steht, ist der Platz dafür ausreichend vorhanden. Er soll im Jahr 1856 aufgestellt worden sein, wo genau ist bisher nicht nachweisbar. Sicher ist nur, dass er nach Güntersberge gebracht wurde.
Im Denkmalverzeichnis trägt der Distanzanzeiger die Erfassungsnummer 094 84983. Nach Güntersberge wurde mindestens ein weiterer Stein verbracht, der sich heute als Prellstein im Ort befindet und noch erkennbar trägt die Inschrift XIII trägt, der Rest ist unter der Erde. Zudem ist von einem über eine Postkarte nachgewiesenen Wegweiserstein anzunehmen, dass er in einer Mauer verbaut wurde.